# Hannelore Buls
Hannelore Buls  (* 1952) ist eine deutsche Diplom-Volkswirtin und Diplom-Sozialökonomin. Von 2012 bis 2016 war sie Vorsitzende des Deutschen Frauenrats.

## Leben
Hannelore Buls war Gewerkschaftssekretärin beim Bundesvorstand der Gewerkschaft DAG. Danach war sie bis Anfang 2012 Leiterin des Bereiches Frauen- und Gleichstellungspolitik bei der Bundesverwaltung der Gewerkschaft ver.di. Ihre Themen waren die eigenständige Existenzsicherung und Altersvorsorge für Frauen. 2012 wurde sie zur Vorsitzendes des Deutschen Frauenrats gewählt. 2014 wurde sie wiedergewählt.

## Veröffentlichungen
- Das neue Netz im Handel - der Handel im Netz! Self-Scanning-Kassen als Bestandteil vernetzter Informationssysteme im Einzelhandel. Stellungnahme aus gewerkschaftlicher Sicht. Deutsche Angestellten-Gewerkschaft, Hamburg 1990.
- mit Peter Bock: Teilzeit - total normal!? Eine Information der Deutschen Angestellten-Gewerkschaft für Fachsekretärinnen, Fachsekretäre, Betriebs- und Personalratsmitglieder. Deutsche Angestellten-Gewerkschaft, Hamburg 1996.
- Frauen offensiv! Für Solidarität, Gleichberechtigung und eigenständige Existenzsicherung; die Ver.di-Frauen zur Programmdebatte. ver.di - Vereinte Dienstleistungsgewerkschaft / Frauen- und Gleichstellungspolitik, Berlin 2007.
- Pflegereform und Pflegezeitgesetz. Mehr Daseinsvorsorge! Nicht nur Aufgabe der Frauen. In: SPW. Zeitschrift für sozialistische Politik und Wirtschaft. 2008, ISSN 0170-4613, S. 25–27.
- Mehr professionelle Pflege bitte! In: Böll.Thema. Nr. 2, 9. Juli 2013 (gwi-boell.de [abgerufen am 24. Oktober 2019]).
- Unbezahlte Care-Arbeit – ein „öffentliches“ Gut? • LunaPark21. In: LunaPark21. 24. Januar 2019, abgerufen am 24. Oktober 2019 (deutsch).